# Line Luplau

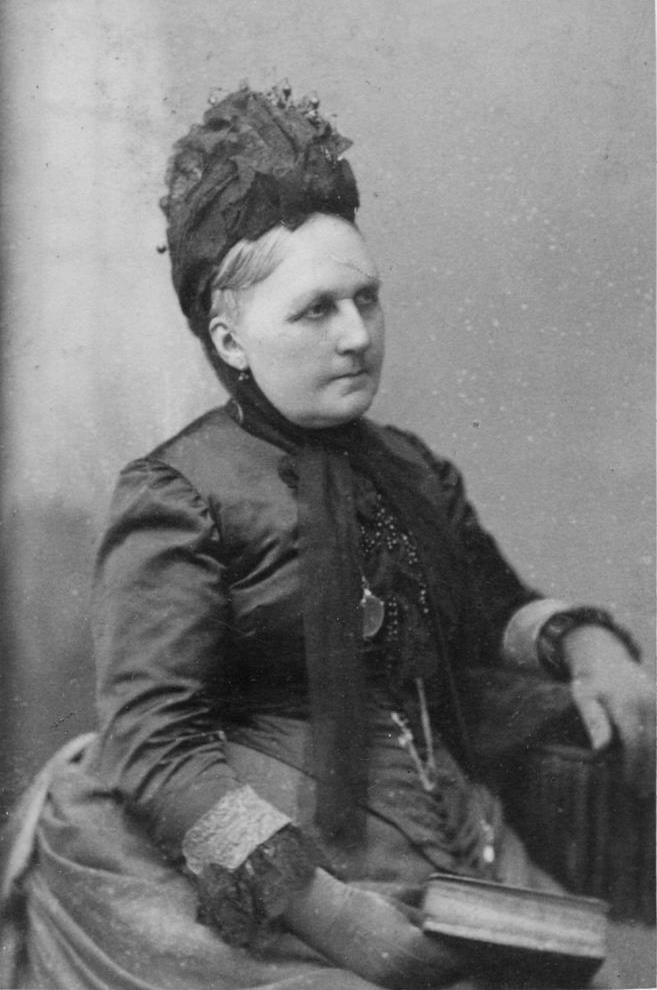
Line Luplau. Foto: Mary Steen cirka 1885

Nicoline ”Line” Christine Luplau, född Monrad 22 april 1823 i Merns socken, död 10 september 1891 på Frederiksberg, var en dansk prästfru och kvinnorättskämpe.
Line Luplau kom från en prästfamilj och gifte sig 1847 med sockenprästen Daniel Luplau, som var institutionsföreståndare i Hillerød 1845–1853 innan han prästvigdes och fick missiv i Sønderjylland. Det dansk-tyska kriget 1864, som resulterade i Danmarks förlust av landsdelarna Slesvig och Holsten, innebar att danska präster avskedades från sina ämbeten och familjen sökte sig till Varde. Här bodde och verkade familjen 1866–1888 och Line Luplau blev en av grundarna till en filantropisk förening som bistod människor som levde i fattigdom. Hon gick med i kvinnorättsrörelsen Dansk Kvindesamfund (DK) 1872 och en tid senare anslöt sig också hennes dotter, Marie Luplau, och maken. Från och med 1880 lät hon bjuda in flera föredragshållare för att öka engagemanget för kvinnofrågor bland socknens invånare. Hon var en motståndare av att den så kallade Sædelighedsfejden, en under 1880-talet utbredd nordisk debatt om sexualmoral, fick utrymme i Dansk Kvindesamfund. Det fick som konsekvens att hon under ett styrelsemöte 1887 protesterade mot att föreningens tidningsredaktör, Elisabeth Grundtvig, tilläts hålla föredrag om ämnet inom föreningens ramar.
Luplaus hjärtefråga var den om kvinnors rösträtt och valbarhet, både till de kommunala råden och till Rigsdagens båda kamrar. Hon stödde folketingsledamoten Fredrik Bajers försök att i Rigsdagen få gehör för frågan om kvinnors rösträtt i de kommunala valen (1888) och med anledning av detta gjorde hon och hennes man en namninsamling i Varde med omnejd, vilket blev till 1 702 kvinnors namn sammanlagt. Förslaget blev dock nedröstat och allmän och lika rösträtt i de kommunala valen blev inte verklighet förrän 1908. Luplau tillhörde Dansk Kvindesamfunds interna opposition och gav därmed sitt stöd till Kvindelig Fremskridtsforenings (KF) grundande 1885. Föreningen, som grundades av Elisabeth Ouchterlony och Matilde Bajer, båda tidigare medlemmar av DK, hade den kvinnliga rösträtten som kärnfråga och hade störst uppslutning av liberalt och socialdemokratiskt sinnade kvinnor. Luplau var under en kortare period styrelseledamot i föreningen 1886. Då Luplaus make blev pensionerad samma år flyttade de till Köpenhamn. Här var hon en av dem som arrangerade det första nordiska kvinnosaksmötet 1888 och tillsammans med Johanne Meyer stod hon för introduktionen av temat om kvinnors rösträtt. Tillsammans med Matilde Bajer, författaren Massi Bruhn, Johanne Meyer och skräddaren Anna Nielsen utgjorde Luplau redaktionen för KF:s tidskrift, Hvad vi vil.
Tillsammans med kommunalskollärarinnan Louise Nørlund grundade Luplau rösträttsföreningen Kvindevalgretsforeningen (KVF) 1889. Detta var en brytning med KF ur två aspekter; med KVF ville Luplau och Nørlund koncentrera sig på endast rösträttsfrågan samt låta både kvinnor och män arbeta för saken inom föreningens ramar. Likt KF fick föreningen stöd från liberala och socialdemokratiska kvinnor, men även från män som i huvudsak var knutna till bondepartiet Venstre och Socialdemokratiet. Detta gjorde att Luplaus förhållande till både DK och KF blev kyligt. Tillsammans med bland andra Fredrik Bajer fortsatte hon att agitera för kvinnlig rösträtt, vilket kan ses i ett utdrag ur ett brev från 1890 som sändes till ett stort antal danska kvinnor:
Valen till Folketinget står framför dörren. Vad angår det oss kommer ni kanske att säga. Vi har ju ingen rösträtt, vår röst tynger inte vågen, varken till höger eller till vänster. Ingen bryr sig om vår åsikt. Ingen väntar sig något av vårt arbete. Ni tar fel. Ni har ett stort arbete som ni inte bör avsäga er, - ja ni har ett dubbelt arbete som ni inte bör undandra er ifrån att utföra.
Luplau dog ett år senare som en följd av en nervsjukdom. Hon blev 68 år gammal. Uppfattningen om henne och hennes politiska arbete var intill det sista delade, beroende på folks politiska ståndpunkter. I det liberala Ribe Amtstidende/Varde Avis omtalades Luplaus kvinnopolitiska arbete med positiva ordalag i en nekrolog från 14 september 1891, medan hon och hennes anhängare omnämndes som några som "gal som tuppar, men som glömde att de endast var höns" i det högersinnade Varde Posten.